# Муравьёво (Крым)
Муравьёво (до 1948 года Мамчи́к, до 1920-х Бию́к-Мамчи́к; укр. Муравйове, крымскотат. Büyük Mamçıq, Буюк Мамчыкъ) — исчезнувшее село в Красноперекопском районе Республики Крым, располагавшееся на юго-востоке района, в степном Крыму, практически у северной окраины современного села Новониколаевка.

### Динамика численности населения
| - 1805 год — 181 чел. - 1864 год — 37 чел. - 1886 год — 65 чел. - 1889 год — 88 чел. - 1892 год — 25 чел. | - 1900 год — 38 чел. - 1915 год — 39/35 чел. - 1926 год — 91 чел. - 1939 год — 123 чел. |

## История
Первое документальное упоминание села встречается в Камеральном Описании Крыма… 1784 года, судя по которому, в последний период Крымского ханства  Бьюк-Мамучук входил в Кырп Баул кадылык Перекопского каймаканства. После присоединения Крыма к России (8) 19 апреля 1783 года, (8) 19 февраля 1784 года, именным указом Екатерины II сенату, на территории бывшего Крымского Ханства была образована Таврическая область и деревня была приписана к Перекопскому уезду. После Павловских реформ, с 1796 по 1802 год, входила в Перекопский уезд Новороссийской губернии. По новому административному делению, после создания 8 (20) октября 1802 года Таврической губернии, Мамчик (как одна деревня) был включён в состав Бустерчинской волости Перекопского уезда.
По Ведомости о всех селениях в Перекопском уезде состоящих с показанием в которой волости сколько числом дворов и душ… от 21 октября 1805 года, в «объединённой» деревне Мамчик числилось 28 дворов, 169 крымских татар и 12 цыган. На военно-топографической карте генерал-майора Мухина 1817 года деревни Биюк и Кучук Мамшик обозначены вместе с 30 дворами в обеих. В «Ведомости о казённых волостях Таврической губернии 1829 года», согласно которой деревню приписали к Ишуньской волости (переименованной из Бустерчинской), вновь фигурирует один Мамчик. На карте 1836 года в деревне Биюк Мамчик 44 двора, а на карте 1842 года Биюк Мамчик обозначен с 40 дворами. Во время Крымской войны 1854—1856 годов в деревне размещался госпиталь для раненых из Севастополя.
В 1860-х годах, после земской реформы Александра II, деревня осталась в составе преобразованной Ишуньской волости. В «Списке населённых мест Таврической губернии по сведениям 1864 года», составленном по результатам VIII ревизии 1864 года, Биюк-Мамчик — казённая татарская деревня, с 10 дворами, 37 жителями и мечетью при балке Четырлыке. По обследованиям профессора А. Н. Козловского начала 1860-х годов, вода в колодцах деревни была пресная «в достаточном количестве», а их глубина колебалась от 2 до 4 саженей (4—8 м); также в селении имелись родники с пресной водой. Согласно «Памятной книжке Таврической губернии за 1867 год», деревня Биюк-Мамчик была покинута жителями в 1860—1864 годах, в результате эмиграции крымских татар, особенно массовой после Крымской войны 1853—1856 годов, в Турцию и оставалась в развалинах. Видимо, деревня вскоре была заселена вновь, поскольку на трёхверстовой карте Шуберта 1865—1876 года в деревне Биюк-Мамчик обозначено 10 дворов. На 1886 год в деревне Мамчук, согласно справочнику «Волости и важнѣйшія селенія Европейской Россіи», проживало 88 человек в 17 домохозяйствах, действовала мечеть. По «Памятной книге Таврической губернии 1889 года», по результатам Х ревизии 1887 года, в деревне Мамчук числилось 10 дворов и 65 жителей.
После земской реформы 1890 года Мамчик отнесли к Воинской волости. Согласно «…Памятной книжке Таврической губернии на 1892 год», в деревне Мамчик, составлявшей Мамчикское сельское общество, было 25 жителей в 6 домохозяйствах. По «…Памятной книжке Таврической губернии на 1900 год» в Мамчике числилось 38 жителей в 10 дворах. По Статистическому справочнику Таврической губернии. Ч.II-я. Статистический очерк, выпуск пятый Перекопский уезд, 1915 год, в деревне Большой Мамчук Воинской волости Перекопского уезда числилось 16 дворов (9 дворов с землёй, 7 — безземельные) с татарским населением в количестве 39 человек приписных жителей и 35 — «посторонних», из которых 40 мужчин и 34 женщины. Жители владели 182 десятинами удобной земли. В хозяйствах имелось 35 лошадей, 10 коров и 163 головы мелкого скота.
После установления в Крыму Советской власти, по постановлению Крымревкома от 8 января 1921 года № 206 «Об изменении административных границ» была упразднена волостная система, Перекопский уезд переименовали в Джанкойский, в котором был образован Ишуньский район, в состав которого включили село, а в 1922 году уезды получили название округов. 11 октября 1923 года, согласно постановлению ВЦИК, в административное деление Крымской АССР были внесены изменения, в результате которых округа были отменены, Ишуньский район упразднён и село вошло в состав Джанкойского района. Согласно Списку населённых пунктов Крымской АССР по Всесоюзной переписи 17 декабря 1926 года, в селе Мамчук (Большой Мамчук) Воинского сельсовета Джанкойского района, числилось 22 двора, все крестьянские, население составляло 91 человек, все татары. Постановлением ВЦИК от 30 октября 1930 года был восстановлен Ишуньский район и село, вместе с сельсоветом, включили в его состав. Постановлением Центрального исполнительного комитета Крымской АССР от 26 января 1938 года Ишуньский район был ликвидирован и создан Красноперекопский район с центром в поселке Армянск (по другим данным 22 февраля 1937 года). По данным всесоюзной переписи населения 1939 года в селе проживало 123 человека. На подробной карте РККА северного Крыма 1941 года в Мамчуке отмечено 26 дворов.
В 1944 году, после освобождения Крыма от фашистов, согласно постановлению ГКО № 5859 от 11 мая 1944 года, 18 мая крымские татары были депортированы в Среднюю Азию. С 25 июня 1946 года селение в составе Крымской области РСФСР. Указом Президиума Верховного Совета РСФСР от 18 мая 1948 года, Мамчук переименовали в Муравьёво. 26 апреля 1954 года Крымская область была передана из состава РСФСР в состав УССР. Ликвидировано до 1960 года, поскольку в «Справочнике административно-территориального деления Крымской области на 15 июня 1960 года» селение уже не значилось (согласно справочнику «Крымская область. Административно-территориальное деление на 1 января 1968 года» — в период с 1954 по 1968 годы, как село Воинского сельсовета).